# Le Tollé
Le Tollé (The Outcry) est un roman d’Henry James. Il est publié simultanément à Londres et New York en octobre 1911. 
Ce court et léger récit est une satire féroce du marché de l'art. Conçu en 1909 comme une comédie en trois actes que James ne réussit pas à faire jouer, le récit est transformé par ses soins en un roman qui rencontre à sa publication un vif succès. Il s’agit du dernier roman achevé d'Henry James. 

## Résumé
Possesseur d'une remarquable collection de tableaux, Lord Theign est un veuf qui a maille à partir avec ses deux filles. L'aînée accumule les dettes de jeu que son père doit éponger. Aussi, quand vient le temps de marier sa cadette, le lord se voit-il contraint, pour la doter, de vendre au millionnaire américain Breckenridge Bender le tableau de la Duchesse de Waterbridge par Joshua Reynolds. Or, Hugh Crimble, un jeune critique d'art, s'oppose à cette vente et alerte l'opinion publique qui s'émeut de la perte possible d'un trésor national. Bientôt, Lord Theign se trouve au centre de la tempête soulevée par le tollé général. En outre, les négociations avec l'Américain s'enveniment, car la peinture de Reynold, du fait du scandale, augmente considérablement de prix.
Hugh Crimble, qui s'immisce outre mesure dans les relations familiales déjà tendues entre le père et ses deux filles, découvre aussi dans la collection de Lord Theign un rare tableau de maître d'un certain Mantovano. Conseillé par sa vieille amie, Lady Sandgate, Lord Theign refuse finalement de vendre le Reynolds au millionnaire américain et fait don du Mantovano à la National Gallery. Pour qu'il ne soit pas seul à se sacrifier, et parce que Lord Theign n'accepte de l'épouser qu'à cette condition, Lady Sandgate cède à la même institution un portrait d'une de ses aïeule peint par Sir Thomas Lawrence.

## Traduction française
- Le Tollé, trad. de Jean Pavans, Paris, Aubier, 1996 ; réédition, Paris, Flammarion, coll. Garnier-Flammarion no 1150, 2001

## Sources
- Edward Wagenknecht, The Novels of Henry James, New York: Frederick Ungar Publishing Co., 1983  (ISBN 0-8044-2959-6)
- Oscar Cargill, The Novels of Henry James, New York: Macmillan Co., 1961
- Leon Edel, The Complete Plays of Henry James, New York: Oxford University Press 1990  (ISBN 0-19-504379-0)